# Estate '85
Estate '85 (Été 85) è un film del 2020 scritto e diretto da François Ozon.
Il film, adattamento cinematografico del romanzo Danza sulla mia tomba scritto da Aidan Chambers, è stato selezionato per il Festival di Cannes 2020, nonostante l'evento non si sia tenuto nella solita formula.

## Trama
All'inizio dell'estate 1985, in Normandia, Alexis, allora sedicenne, fa una gita in mare. Tuttavia, la sua barca si capovolge all'approssimarsi di una tempesta e viene salvato da David, un ragazzo di diciotto anni. Tra di loro inizia una forte amicizia che si tramuta poi in una tumultuosa storia d'amore.
Dopo sei settimane idilliache, David va a letto con Kate, una ragazza inglese conosciuta in precedenza da Alexis. David dice di averlo fatto perché si era annoiato di Alexis, così i due litigano e Alexis lascia il negozio dove i due ragazzi lavoravano. Nel pomeriggio, David prova a tornare da Alexis, ma muore in un incidente in moto. Alexis inizia ad avere delle crisi e si sente in colpa per la morte del ragazzo. Viene però sostenuto da Kate, diventata sua amica, e il prof. Lefèvre, il suo insegnante di lettere. La madre di David non vuole avere nulla a che fare con Alexis, che lo incolpa della morte del figlio, e così l'adolescente ricorre all'aiuto di Kate per vedere il corpo dell'amato un'ultima volta. Travestitosi da donna, Alexis si intrufola insieme a Kate nell'obitorio, ma viene scoperto. Dopo due intrusioni nel cimitero, rispetta il patto concluso in precedenza con David: andare a ballare sulla tomba di chi sarebbe morto per primo tra i due. Viene portato allora in custodia cautelare per vilipendio della tomba. 
Grazie a Kate, il giudice conclude che la profanazione della tomba di David sia il risultato di una rivalità per una ragazza. Così l'omosessualità di Alexis non viene svelata e se la cava solo con alcune ore di lavoro comunitario. Dopo un po' di tempo, Alexis riconosce un ragazzo aiutato da David il giorno del loro incontro, con il quale parte in mare.

## Produzione
Le riprese del film si sono svolte tra Parigi e la Normandia nell'estate del 2019.

## Promozione
Il primo teaser trailer del film viene diffuso il 3 giugno 2020.

## Distribuzione
Il film è stato distribuito nelle sale cinematografiche francesi a partire dal 14 luglio 2020, mentre in Italia dal 3 giugno 2021.

## Riconoscimenti
- 2020 - European Film Awards[6]
  - Candidatura per il miglior regista a François Ozon
- 2020 - Festa del Cinema di Roma[7]
  - Premio del pubblico BNL
- 2021 - Premio César[8]
  - Candidatura per il miglior film
  - Candidatura per il miglior regista a François Ozon
  - Candidatura per la miglior attrice non protagonista a Valeria Bruni Tedeschi
  - Candidatura per la migliore promessa maschile a Félix Lefebvre
  - Candidatura per la migliore promessa maschile a Benjamin Voisin
  - Candidatura per il miglior adattamento a François Ozon
  - Candidatura per la migliore fotografia a Hichame Alaouié
  - Candidatura per il miglior montaggio a Laure Gardette
  - Candidatura per il miglior sonoro a Brigitte Taillandier, Julien Roig e Jean-Paul Hurier
  - Candidatura per la migliore musica da film a Jean-Benoït Dunckel
  - Candidatura per i migliori costumi a Pascaline Chavanne
  - Candidatura per la migliore scenografia a Benoît Barouh